# Gulkindad skogssångare
Gulkindad skogssångare (Setophaga chrysoparia) är en starkt utrotningshotad nordamerikansk fågel i familjen skogssångare inom ordningen tättingar. Den förekommer endast i ett litet område i den amerikanska delstaten Texas.

## Kännetecken

### Utseende
Gulkindad skogssångare är en 12,5 cm lång prydligt tecknad skogssångare i svart, gult och vitt. Den är lik närbesläktade grönryggiga skogssångaren (S. virens) med svart strupe. gult ansikte, två vita vingband på grå vingar och svartstreckade flanker. Hanen är dock svart på rygg och hjässa, ej grön, med gult på ögonbryn och kind med kontrasterande svart ögonstreck (grönryggig skogssångare har olivgrönt ögonstreck och även olivgröna örontäckare). Den saknar även det gula bandet på undergumpen. Honan liknar hanen men är svartstreckat olivgrå på hjässa och mantel, och hakan är vit eller gul.

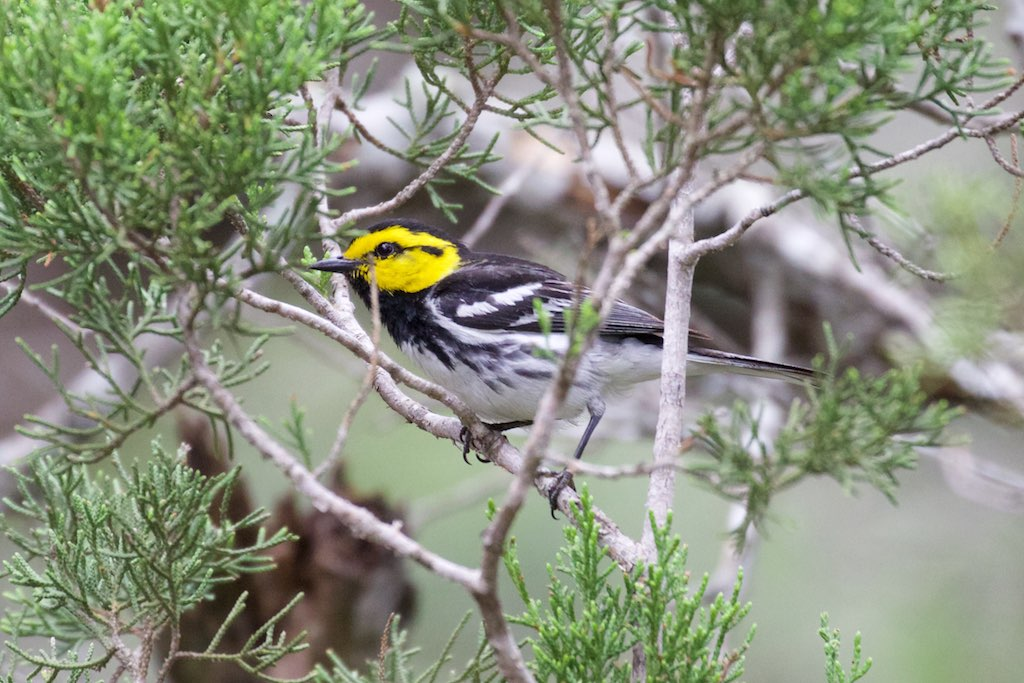
Hane.

### Läten
Sången består av en serie korta sträva toner på ungefär samma tonhöjd som i engelsk litteratur återges "zrr zooo zeedl zeee twip" eller "zeedl zeedl zeedl zeedl zweeee tsip". Jämfört med grönryggig skogssångare är den något mörkare och hårdare i tonen. Lätena liknar virens med vassa "tsik" och i flykten ljusa och klara "swit".

## Utbredning
Fågeln häckar enbart på Edwardsplatån i centrala Texas, USA. Vintertid flyttar den till ett område från södra Mexiko (Chiapas) till Guatemala, Honduras och nordvästra Nicaragua. Sentida fynd finns även från Costa Rica och Panama.

Utbredningskarta för gulkindad skogssångare, där gult är häckningsområde och blått övervintringsområde.

## Systematik
Arten är nära släkt med granskogssångare (S. townsendi), eremitskogssångaren (S. occidentalis) och grönryggig skogssångare (S. virens), troligen närmast den senare och dessa har tidvis behandlats som en och samma art. Den behandlas som monotypisk, det vill säga att den inte delas in i några underarter.

### Släktestillhörighet
Tidigare placerades den tillsammans med ett stort antal andra arter i släktet Dendroica. DNA-studier visar dock att rödstjärtad skogssångare (Setophaga ruticilla) är en del av denna grupp. Eftersom Setophaga har prioritet före Dendroica inkluderas numera alla Dendroica-arter i Setophaga.

## Levnadssätt
Gulkindad skogssångare är begränsad till torra och öppna ekskogar med visst inslag av högväxta Juniperus ashei. Födan består nästan uteslutande av insekter och andra leddjur, framför allt fjärilslarver. Fågeln häckar mellan april och juli.

## Status och hot
Arten har ett mycket begränsat utbredningsområde och en liten population. Den tros också minska kraftigt i antal i både sina häcknings- och övervintringsområden, även på platser där miljön inte påverkats nämnvärt. Internationella naturvårdsunionen IUCN kategoriserar den därför som starkt hotad. Beståndet är svårt att uppskatta. Inventeringar i offentligt ägda områden har gett uppskattningar på knappt 10.000 häckande individer. Huvuddelen av utbredningsområdet utgörs dock av privatägd mark. Partners in Flight uppskattar världspopulationen till 21.000 häckande individer.